# نمایش بین دو نیمه سوپر بول ۵۶
نمایش بین دو نیمه سوپربول ۵۶، که رسماً با عنوان نمایش بین دونیمه پپسی سوپربول ۵۶ شناخته می‌شود، ک اجرای موزیکال بین دونیمه در پنجاه و ششمین فینال مسابقات سوپربول بود که در ۱۳ فوریه ۲۰۲۲ در ورزشگاه سوفای در اینگلوود، کالیفرنیا برگزار شد. این اجرا توسط هنرمندان و خوانندگان دکتر دره اسنوپ داگ امینم، مری جی. بلایژ و کندریک لمار برگزار شد همچنین خواننده رپ فیفتی سنت و اندرسون پاک به عنوان مهمان حضور داشتند. این نمایش اولین اجرا در نمایش بین دو نیمه سوپربول بود که کاملاً حول موسیقی هیپ هاپ متمرکز بود، و همچنین آخرین نمایش بین دو نیمه بود که پپسی عهده اسپانسری این اجرا را داشت، اپل میوزیک حمایت مالی خود را از سال بعد به عهده خواهد گرفت. این اجرا به صورت ملی در ایالات متحده توسط شبکه ان‌بی‌سی پخش شد.
این اجرا با تحسین بسیار منتقدان روبرو شد و اولین نمایش بین دو نیمه در سوپر بول بود که برنده جایزه Primetime Emmy برای ویژه تنوع برجسته (زنده) می‌شد. این نمایش همچنین برنده جوایز لحظه ماندگار امی برای طراحی تولید برتر برای کارگردانی موسیقی متنوع بود.

## پیش زمینه اجرا
در ۱۵ می ۲۰۲۱، اسنوپ داگ در مصاحبه ای با یاهو!! از ابراز علاقه خود برای اجرا در نمایش بین دو نیمه سوپربول با دیگر هنرمندان سبک هیپ هاپ، دکتر دره، کندریک لمار و امینم اجرا گفت.